# Passeport grec
Le passeport grec (en grec : Ελληνικά διαβατήρια, Elliniká diavatíria) est utilisé par les citoyens grecs pour voyager à l'étranger, sauf pour les voyages dans l'Union européenne où la carte d'identité est suffisante.

## Sans visa ou visa à l'arrivée (VOA)

### Europe
| - Union européenne accès illimité - Albanie ‡ - Andorre ‡ - Bosnie-Herzégovine ‡ - Croatie ‡ - Islande accès illimité - Liechtenstein accès illimité - Moldavie - Monaco ‡ - Monténégro - Norvège accès illimité - Saint-Marin ‡ - Kosovo 90 days - Serbie - Suisse accès illimité - Macédoine du Nord ‡ - Ukraine - Vatican ‡ |

- ‡ – peut aussi entrer avec une Carte d'identité valide.

### Afrique
| - Botswana - Burundi (VOA) - Comores (VOA) - Cap-Vert (VOA) - Djibouti (VOA) - Égypte (VOA) - Éthiopie (VOA) - Gambie - Kenya (VOA) - Lesotho - Madagascar (VOA) - Maurice - Maroc - Mayotte - Mozambique (VOA) - La Réunion - Sénégal - Seychelles - Afrique du Sud - Eswatini (VOA) - Tanzanie (VOA) - Togo (VOA) - Tunisie - Ouganda (VOA) - Zimbabwe (VOA) |

### Amérique
| - Anguilla - Antigua-et-Barbuda - Argentine - Aruba - Bahamas - Barbade - Bermudes - Belize - Bolivie - Brésil - Canada - Îles Caïmans - Chili - Colombie - Costa Rica - Dominique - République dominicaine ($10 tourist card délivrée à l'arrivée) - Équateur - Salvador - Malouines - Guyane - Grenade - Guadeloupe - Guatemala - Guyana - Haïti - Honduras - Jamaïque - Martinique - Mexique - Montserrat - Antigua-et-Barbuda - Nicaragua - Panama - Paraguay - Pérou - Saint-Christophe-et-Niévès - Sainte-Lucie - Saint-Pierre-et-Miquelon - Saint-Vincent-et-les-Grenadines - Trinité-et-Tobago - Uruguay - Venezuela - Îles Vierges britanniques |

### Asie
| - Arménie (VOA) - Azerbaïdjan (VOA) - Bahreïn (VOA) - Bangladesh (VOA) - Brunei - Cambodge (VOA) - Géorgie - Hong Kong - Indonésie (VOA) - Irak (VOA; seulement le Kurdistan irakien) - Israël - Japon - Jordanie (VOA) - Koweït (VOA) - Kirghizistan (VOA) - Laos (VOA) - Liban - Macao - Malaisie - Maldives (VOA) - Mongolie (VOA) - Népal (VOA) - Oman (VOA - Philippines - Qatar (VOA) - Singapour - Corée du Sud - Sri Lanka (VOA) - Syrie (VOA) - Taïwan - Thaïlande - Émirats arabes unis - Yémen (VOA) |

### Océanie
| - Australie (ETA or eVisitor required), - Îles Cook - Fidji - Polynésie française - Kiribati - Îles Marshall - États fédérés de Micronésie - Nouvelle-Calédonie - Nouvelle-Zélande - Niue - Palaos - Papouasie-Nouvelle-Guinée (VOA) - Samoa - Îles Salomon - Timor oriental (VOA) - Tuvalu - Tonga - Tokelau - Vanuatu - Wallis-et-Futuna |